# Bodan, Skellefteå kommun
Bodan är en by, sedan 2015 klassad som en småort, i Lövångers distrikt (Lövångers socken) i Skellefteå kommun, Västerbottens län (Västerbotten). Byn ligger vid Länsväg 769 mellan de närliggande småorterna Mångbyn och Hökmark, strax väster om Europaväg 4, cirka fem kilometer norrut från tätorten Lövånger.